# Saint-Joachim-de-Shefford
Pour les articles homonymes, voir Saint-Joachim et Shefford.
Saint-Joachim-de-Shefford [sɛ̃ ʒɔaʃɛ̃ də ʃɛfɚd, -fœʁd] est une municipalité du Québec située dans la MRC de La Haute-Yamaska en Estrie.

## Géographie
Saint-Joachim-de-Shefford couvre un territoire rectangulaire au nord-est de la MRC de La Haute-Yamaska. Elle est traversée par la route 241 qui la relie au nord à Roxton Falls et au sud à Warden.

## Histoire
Saint-Joachim-de-Shefford est d'abord appelé Maple Ridge. Vers les années 1840-1850, l'endroit est majoritairement composé d'Irlandais et de Canadiens français venus coloniser. On érige d'abord une église « au centre de la plus forte concentration d’Irlandais catholiques de tout le comté de Shefford ».
En 1858, on demande la formation la paroisse catholique de Saint-Joachim. Cette dernière est érigée canoniquement en 1859 et civilement en 1860.
On y retrouve en 1875 une cinquantaine d'habitants, un hôtel, trois forgerons, une scierie, une église (1874) et un bureau de poste (1872). En 1884, on reconnaît le statut de municipalité de paroisse.
En 1888, s'ajoutent un magasin général, un cordonnier, deux charpentiers et une fromagerie.
La concentration d'habitants d'origine irlandaise diminue et on n'en retrouve plus que 54 en 1931.
Le 3 septembre 2011, la municipalité a changé son statut de municipalité de paroisse à celui de municipalité.

## Démographie
| 1986  | 1991  | 1996  | 2001  | 2006  | 2011  | 2016  | 2021  |
| ----- | ----- | ----- | ----- | ----- | ----- | ----- | ----- |
| 1 092 | 1 111 | 1 142 | 1 159 | 1 089 | 1 171 | 1 301 | 1 476 |

## Administration
Les élections municipales se font en bloc pour le maire et les six conseillers.
| Saint-Joachim-de-Shefford Maires depuis 2003                                                                          |                 |         |          |
| Élection | Maire           | Qualité | Résultat |
| 2003 | Gilles Groulx   |         | Voir     |
| 2005 | René Beauregard |         | Voir     |
| 2009 | René Beauregard | Voir    |          |
| 2013 | René Beauregard | Voir    |          |
| 2017 | René Beauregard | Voir    |          |
| 2021 | René Beauregard | Voir    |          |
| Élection partielle en italique Depuis 2005, les élections sont simultanées dans toutes les municipalités québécoises. |                 |         |          |